# Veronica vanensis
Veronica vanensis är en grobladsväxtart som beskrevs av Öztürk. Veronica vanensis ingår i släktet veronikor, och familjen grobladsväxter. Inga underarter finns listade i Catalogue of Life.